# Długi Marsz 6
Długi Marsz 6 (chiń. uproszczony 长征六号运载火箭, 长征 6, Chang Zheng 6; nazwa skrócona: CZ-6, ang. Long March 6) – chińska lekka trzystopniowa rakieta nośna na paliwo ciekłe, służąca do wynoszenia na orbitę wokółziemską mniejszych obiektów. Rakieta wynosi ok. 1500 kg na niską orbitę okołoziemską (LEO). Pierwszy start odbył się 20 września 2015 r. z kosmodromu Taiyuan.

## Budowa
Rakieta składa się z trzech stopni napędzanych paliwem ciekłym. Pierwszy stopień o średnicy 3,35 metra oparty jest na silniku YF-100 spalającym 76 ton mieszanki nafty i ciekłego tlenu, o sile ciągu 1,177 kN. Drugi stopień o średnicy 2,25 metra oparty na silniku YF-115 spalającym 15 150 kg tej samej mieszanki, z siłą ciągu 147,1 kN n.p.m. i 176.5 kN w próżni. Stopień trzeci oparty na czterech wielokrotnie odpalalnych silnikach o sile ciągu 4 kN każdy (opisywane jako silniki YF-85). Rakieta zdolna jest do wyniesienia 1500 kg na niską orbitę okołoziemską lub 1080 kg na orbitę heliosynchroniczną 700 km. 
Dodatkowo pracowano nad silniejszym wariantem Długi Marsz 6A, wyposażonym w dwa silniki w pierwszym stopniu oraz w cztery silniki pomocnicze na paliwo stałe. 

## Historia lotów
Dziewiczy lot odbył się 20 września 2015 roku czasu miejscowego (19 września UTC). Rakieta wystartowała z Centrum Startowego Satelitów Taiyuan w środkowych Chinach minutę po północy czasu polskiego, wynosząc na orbitę heliosynchroniczna 20 mikrosatelitów: Xinyan 2, Zheda Pixing 2A i Zheda Pixing 2B, Tiantuo 3, XW 2A, XW 2B, XW 2C, XW 2D, XW 2E oraz XW 2F, DCBB, LilacSat 2, NUDT-Phone-Sat, NS-2, ZJ-1, ZJ-2, a także Xingchen-1, Xingchen-2, Xingchen-3 i Xingchen-4.  
Kolejny start odbył się ponad dwa lata później, 21 listopada 2017 roku, gdy rakieta umieściła na orbicie heliosynchronicznej o wymiarach 530 km na 542 km i inklinacji 98 stopni.trzy 95-kilogramowe komercyjne satelity obserwacyjne z serii Jilin 1. W swoim trzecim starcie 13 listopada 2019 roku rakieta Długi Marsz 6 wyniosła pięć komercyjnych satelitów rozpoznania elektromagnetycznego Ningxia 1.  
Czwarty lot, wynoszący z Taiyuan 10 komercyjnych satelitów argentyńskich Aleph-1 około 41 kg każdy oraz trzy chińskie konstrukcje –  badawczego mikrosatelitę telekomunikacyjnego testującego technologię 6G o masie ok. 70 kg i dwa nanosatelity – odbył się 6 listopada 2020 roku. 
| Nr lotu | Data i godzina (UTC)    | Kosmodrom                                                  | Ładunek | Orbita                   | Wynik  |
| ------- | ----------------------- | ---------------------------------------------------------- | --- | ------------------------ | ------ |
| 1       | 19 września 2015 23:01  | Centrum Startowe Satelitów Taiyuan (TSLC), Wyrzutnia nr 16 | ZDPS-2A, ZDPS-2B NS-2 ZJ-1, ZJ-2 Tiantuo 3 NUDT-Phone-Sat Xingchen 1, Xingchen 2, Xingchen 3, Xingchen 4 LilacSat 2 XY-2 DCBB Xiwang-2A, Xiwang-2B, Xiwang-2C, Xiwang-2D, Xiwang-2E, Xiwang-2F | Heliosynchroniczna (SSO) | Sukces |
| 2       | 21 listopada 2017 04:50 | Centrum Startowe Satelitów Taiyuan (TSLC), Wyrzutnia nr 16 | Jilin 1-04, Jilin 1-05, Jilin 1-06 | Heliosynchroniczna (SSO) | Sukces |
| 3       | 13 listopada 2019 06:35 | Centrum Startowe Satelitów Taiyuan (TSLC), Wyrzutnia nr 16 | Ningxia-1 01, Ningxia-1 02, Ningxia-1 03, Ningxia-1 04, Ningxia-1 05 | Niska (LEO)              | Sukces |
| 4       | 6 listopada 2020 03:19  | Centrum Startowe Satelitów Taiyuan (TSLC), Wyrzutnia nr 16 | ÑuSat 9-18 (10 satellites) | Heliosynchroniczna (SSO) | Sukces |